# Trabojin
Trabojin este un sat din municipiul Podgorica, Muntenegru. Conform datelor de la recensământul din 2003, localitatea are 52 de locuitori (la recensământul din 1991 erau 164 de locuitori).

## Demografie
În satul Trabojin locuiesc 41 de persoane adulte, iar vârsta medie a populației este de 38,8 de ani (39,7 la bărbați și 37,8 la femei). În localitate sunt 11 gospodării, iar numărul mediu de membri în gospodărie este de 4,73.
|  |

| Demografie | Demografie | Demografie |
| An         | Locuitori  | Locuitori  |
| ---------- | ---------- | ---------- |
|            |            |            |
|            |            |            |
|            |            |            |
|            |            |            |
| 1948       | 100        |            |
| 1953       | 122        |            |
| 1961       | 143        |            |
| 1971       | 138        |            |
| 1981       | 175        |            |
| 1991       | 164        | 85         |
| 2003       | 125        | 52         |

| \| Componența etnică conform recensământului din 2003[2] \| Componența etnică conform recensământului din 2003[2] \| Componența etnică conform recensământului din 2003[2] \| Componența etnică conform recensământului din 2003[2] \| Componența etnică conform recensământului din 2003[2] \| \| ----------------------------------------------------- \| ----------------------------------------------------- \| ----------------------------------------------------- \| ----------------------------------------------------- \| ----------------------------------------------------- \| \| \| \| \| \| \| \| Albanezi \| Albanezi \| \| 51 \| 98,07% \| \| Muntenegreni \| Muntenegreni \| \| 1 \| 1,92% \| \| necunoscută \| necunoscută \| \| 0 \| 0% \| |              |  |    |        |
| Componența etnică conform recensământului din 2003 |              |  |    |        |
| |              |  |    |        |
| Albanezi | Albanezi     |  | 51 | 98,07% |
| Muntenegreni | Muntenegreni |  | 1  | 1,92%  |
| necunoscută | necunoscută  |  | 0  | 0%     |